# Spirit Indestructible
«Spirit Indestructible» —en español: «Espíritu Indestructible»— es una canción del género urbano, de influencias Hip hop, drum and bass y un poco de Pop, de la cantante luso-canadiense Nelly Furtado, incluida en su quinto álbum de estudio The Spirit Indestructible. La canción fue escrita por Furtado y fue lanzada el 31 de julio de 2012 como segundo sencillo. Se grabó una versión en spanglish, producida por Álex Cuba.

## Lanzamiento
El sencillo se lanzó mediante la descarga digital y Sencillo en CD el 31 de julio de 2012 en iTunes, mientras que en Alemania el 3 de agosto y Estados Unidos el 14 de agosto.

## Video musical
Como forma de promoción se publicó en YouTube un video mostrando la gran hazaña de Spencer West, un montañista canadiense que logró subir una gran montaña sólo con la fuerza de sus brazos. El vídeo original fue lanzado el 22 de julio de 2012.

### Sinopsis
En él, podemos ver a Furtado comenzando a cantar en un escenario acompañada de un pequeño al piano, luego de eso la escena se agiliza al ritmo de la música y podemos ver a Nelly cantando en una gran montaña, al finalizar el video vemos a Nelly y otras personas cantando y danzando en la playa.

## Críticas
La canción recibió variadas críticas, entre ellas, la de un sitio Norteamericano, que dijo: "Es un sonido fresco y original, nada de esto suena en la radio actualmente Es una gran idea, el ritmo es original, La canción es un Dios".

## Formatos
- Descarga digital[2]

1. "Spirit Indestructible" (Radio Edit) - 3:34
2. "Spirit Indestructible" (Acoustic) - 3:55
3. "Spirit Indestructible" (Music Video) - 4:04

- Sencillo en CD[1]

1. "Spirit Indestructible" (Radio Edit) - 3:34
2. "Spirit Indestructible" (Acoustic) - 3:54

## Posiciones en listas
| Argentina | Argentina Singles Chart | 8   |
| Suiza     | Switzerland Hot 100     | 32  |
| Austria   | Austria Singles Chart   | 41  |
| Bélgica   | Valonia                 | 11  |
| Italia    | Italian Singles Chart   | 19  |
| Brasil    | Brasil Hot 100          | 13  |
| Chile     | Chilean Hot 100         | 100 |